# La Vampire nue
La Vampire nue és una pel·lícula de terror del 1970 dirigida per Jean Rollin. Es tracta d'un culte suïcidi liderat per un misteriós home conegut com "El Mestre".

## Argument
En un estrany laboratori, tres homes amb màscares estranyes prenen la sang d'una jove nua amb una caputxa. Una altra dona amb un camisó taronja vaga pels carrers i la segueix un grup de persones que també porten màscares estranyes. La dona es troba amb un home anomenat Pierre que intenta ajudar-la, però els emmascarats els acorralen i li disparen a la dona; Pierre escapa il·lès. Els homes emmascarats porten la dona a un edifici i Pierre la segueix. Els convidats arriben a una mena de festa, però Pierre no pot entrar a l'edifici. Una altra escena revela que el seu pare hi és darrere.
Ell entra a la següent festa i una dona se suïcida davant dels altres convidats quan un home mostra la seva imatge en un projector. Apareix la dona del camisó taronja i beu la sang de la dona. La cara de Pierre apareix aleshores al projector. Els altres convidats es tornen cap a Pierre. S'escapa i és aturat per un home amb una capa blanca que li diu que vagi al despatx del seu pare, on l'esperen més misteris.
Pierre va al despatx del seu pare i s'enfronta a ell, que li explica que la noia que va veure és la seva protegida i òrfena. El pare de Pierre era amic de la seva família. La noia té un condició sanguínia desconeguda i les seves ferides es curen de seguida; també es creu que és una deessa per certs fanàtics. El pare diu que és una vampiressa. La gent està treballant per trobar algú amb la mateixa condició per poder trobar una cura. Les caputxes i les màscares li amaguen cares humans perquè no sàpiga que és diferent. L'amaguen d'un grup de vampirs.
El vampir de la capa blanca agafa la dona i li diu a Pierre que la protegeixi. Aleshores es produeix una baralla entre els vampirs i els humans, que condueix a una platja on la dona veu la llum del sol per primera vegada. Expliquen que no són vampirs sinó mutants i que la raça humana algun dia evolucionarà i tots tindran el poder de la immortalitat.

## Repartiment
- Caroline Cartier com a vampir (acreditada com a Christine François)
- Olivier Rollin com a Pierre Radamante (acreditat com a Olivier Martin)
- Maurice Lemaitre com a Georges Radamante
- Bernard Musson com a Voringe
- Jean Aron com a Fredor
- Ursule Pauly com a Solange
- Catherine Castel com a criada de Georges (acreditada com a Cathy Tricot)
- Marie-Pierre Castel com a Georges Servant (acreditat com a Pony Tricot)
- Michel Delahaye com a Gran Mestre
- Ly Lestrong
- Pascal Fardoulis com a Robert
- Paul Bisciglia com a majordom
- René-Jean Chauffard

## Estrena
La Vampire nue va ser distribuïda a França per Les Distributeurs Associés el 20 de maig de 1970. Està disponible en Blu-ray de Kino i en streaming a la seva plataforma Kino Cult.

## Recepció
David McGillivray del Monthly Film Bulletin va revisar una versió doblada de 79 minuts de la pel·lícula. McGillivray va descriure la pel·lícula com una "mescla desconcertant d'horror tradicional i efectes de ciència-ficció furturístics: aconsegueix en el seu millor moment una qualitat més al·lucinatòria que eròtica". Els dissenys i les seqüències del castell barroc tenen "una certa extravagància estranya, però la primesa essencial del guió es veu reforçada per la tendència de Rollin a lluitar per un estat d'ànim sostingut de misteri mantenint els trets durant diversos segons després que l'acció s'hagi completat." McGillivray va concloure que "l'efecte acumulat d'aquests retards retarda un ritme lentíssim que sembla més artificiós que sobrenatural."